# Pingqiao
Pingqiao (chinesisch 平桥区, Pinyin Píngqiáo Qū) ist ein Stadtbezirk der bezirksfreien Stadt Xinyang in der chinesischen Provinz Henan. Er hat eine Fläche von 1.883 km² und zählt 744.300 Einwohner (Stand: Ende 2018).

## Administrative Gliederung
Auf Gemeindeebene setzt sich Pingqiao aus zehn Straßenvierteln, fünf Großgemeinden, neun Gemeinden, zwei Landschaftsschutzgebieten, einem Industriepark, einer Industrieverwaltungszone, einer dörflichen Reform- und Entwicklungszone und einem archäologischen Schutzgebiet zusammen. Diese sind:
- Straßenviertel Pingqiao (平桥街道), Regierungssitz des Stadtbezirks;
- Straßenviertel Chengdong (城东街道);
- Straßenviertel Gan’an (甘岸街道);
- Straßenviertel Longfeishan (龙飞山街道);
- Straßenviertel Nanjinglu (南京路街道);
- Straßenviertel Pingxi (平西街道);
- Straßenviertel Qianjin (前进街道);
- Straßenviertel Tianti (天梯街道);
- Straßenviertel Wulidian (五里店街道);
- Straßenviertel Yangshan (羊山街道);
- Großgemeinde Minggang (明港镇);
- Großgemeinde Pingchang (平昌镇);
- Großgemeinde Wuli (五里镇);
- Großgemeinde Xingji (邢集镇);
- Großgemeinde Yanghe (洋河镇);
- Gemeinde Changtai (长台乡);
- Gemeinde Chashan (查山乡);
- Gemeinde Gaoliangdian (高粱店乡);
- Gemeinde Hudian (胡店乡);
- Gemeinde Longjing (龙井乡);
- Gemeinde Pengjiawan (彭家湾乡);
- Gemeinde Wanggang (王岗乡);
- Gemeinde Xiaodian (肖店乡);
- Gemeinde Xiaowang (肖王乡);
- Landschaftsschutzgebiet Pingqiao (北湖风景管理区);
- Landschaftsschutzgebiet Zhenleishan (震雷山风景管理区);
- Allgemeine Kern-Versuchszone für Dorfreform und Dorfentwicklung (农村改革发展综合试验核心区);
- Schutzgebiet der Chengyang-Stätte (城阳城址保护区);
- Industrieverwaltungszone Minggang (明港工业管理区);
- Industriepark Pingqiao (平桥工业园).